# Bravo (конкурс)
BraVo — международная профессиональная музыкальная премия в сфере классической и популярной музыки, организуемая с 2018 года ежегодно при поддержке радио Monte Carlo и «Русской Медиагруппы».
В разные годы участниками и лауреатами премии были артисты классического искусства — Хосе Каррерас, Пласидо Доминго, Светлана Захарова, Денис Мацуев, Юрий Башмет, Анна Нетребко, Дмитрий Хворостовский, Суми Чо, Сергей Полунин, Хибла Герзмава, Владимир Спиваков, Аида Гарифуллина, Анджела Георгиу и исполнители популярной музыки, среди которых звёзды мирового уровня — Род Стюарт, Duran Duran, Europe, Робби Уильямс, Крис де Бург, Майкл Болтон, Seal, Эрос Рамаззотти, Ханс Циммер, Zaz, Тимбалэнд, Анастейша, Натали Имбрулья, Баста Раймс, Леона Льюис, BTS, а также «звёзды» регионального уровня — из России, стран СНГ и других стран Восточной Европы и Центральной Азии. Среди почётных гостей премии были Софи Лорен, Венсан Кассель, Хелен Миррен и Джон Траволта. В 2019 году посмертно специальная награда за вклад в мировую музыкальную культуру была присуждена Монсеррат Кабалье и Шарлю Азнавуру.

## Премия
Проводимая при поддержке радио Monte Carlo и «Русской Медиагруппы» ежегодная Международная профессиональная музыкальная премия «BraVo» является уникальным светским событием, не имеющим аналогов в Российской Федерации и объединяющим представителей десятков евразийских стран-партнёров. Церемонии вручения золотых статуэток «BraVo», проходящие на легендарной Исторической сцене Большого театра и самых знаковых площадках в центре Москвы, становятся центром притяжения мировой музыкальной элиты. Учитывая культурное богатство, историческое разнообразие и классические традиции евразийского региона, а также то количество мировых звёзд оперы, балета, классической и популярной музыки, которое он дал миру, организаторы Премии «BraVo» уделяют особое внимание артистам из России, стран Восточной Европы, Азии, Африки и других стран мира, обеспечивая им информационную поддержку и продвижение на международном уровне.
Премия «BraVo» поражает масштабом охвата аудитории и количеством приглашенных звёзд и гостей из стран-партнёров. Зрители ежегодных церемоний вручения Премии «BraVo» имеют редкую возможность познакомиться с лидерами национальных хит-парадов и увидеть в самом сердце Москвы уникальный сплав культур и музыкальных традиций евразийского континента.
Среди стран-партнёров Премии «BraVo» — Япония, Китай, Индия, Сингапур, Индонезия, Малайзия, Республика Корея, Австралия и страны СНГ. Список стран-партнёров постоянно расширяется.
Огромные усилия для популяризации Премии на международном уровне были приложены организатором и идейным вдохновителем Премии «BraVo» Владимиром Киселёвым, а также бессменной ведущей церемоний Премии «BraVo» Еленой Север. Сегодня об этом событии знает весь мир и самые яркие западные звезды поддерживают Премию «BraVo», приезжая выступать на грандиозных концертах и награждать победителей.
Первая церемония вручения премии проводилась в Москве два дня — 10 марта 2018 в Государственном Кремлёвском дворце были вручены популярные, а 11 марта на Исторической сцене Большого театра — классические номинации. Церемония транслировалась на российском «Первом канале». Ведущими церемонии выступали Елена Север, Филипп Киркоров, Зара и Николай Басков.

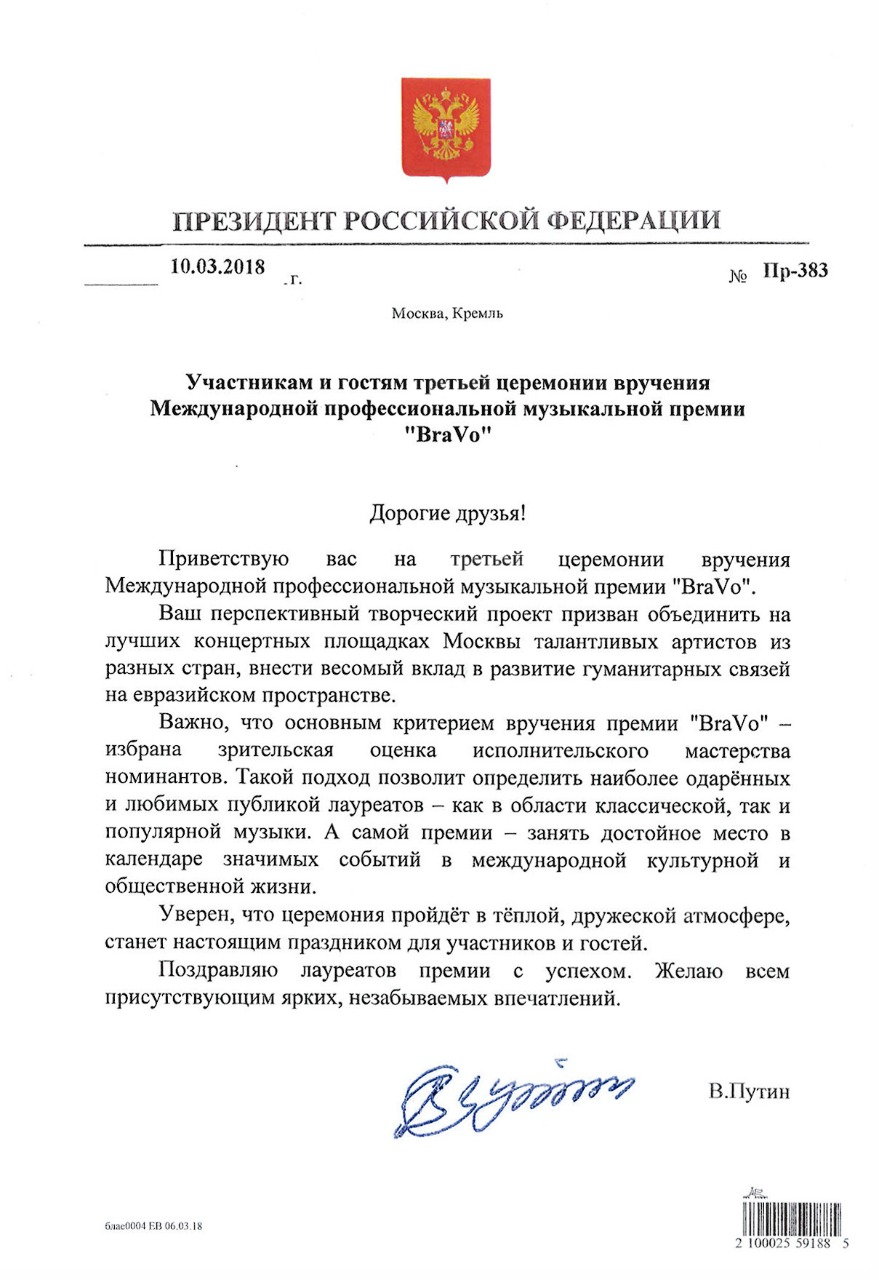
Письмо В.Путина музыкальной премии Bravo 2018

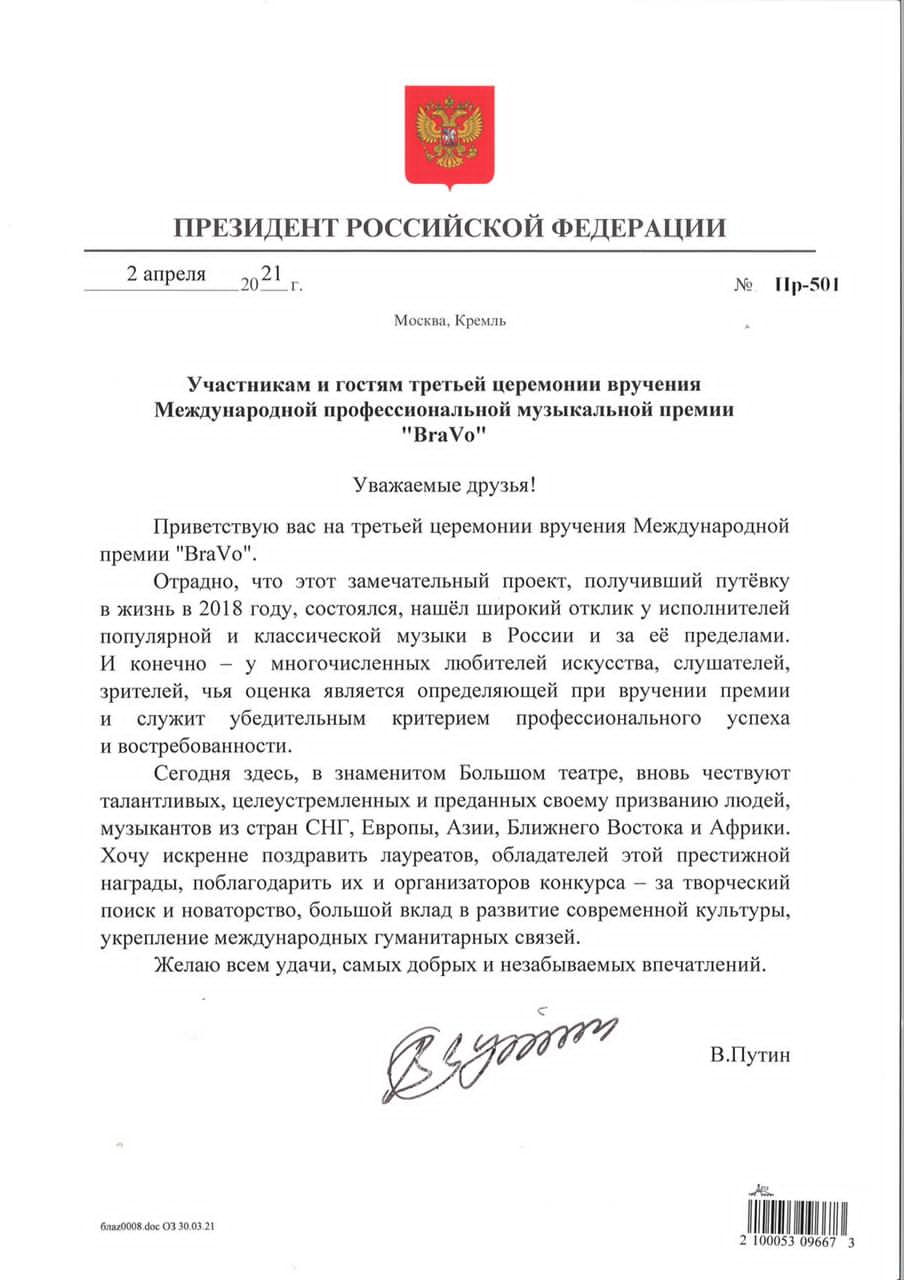
Письмо В.Путина музыкальной премии Bravo 2021

## СМИ и отзывы
Гостей и участников Премии «BraVo» неоднократно приветствовали Президент России В. Путин, послы стран-партнеров, руководство Большого театра, главы российских представительств мировых рекорд-лейблов Sony Entertainment, Warner Music, Universal Music, а также легенды оперной сцены — Хосе Каррерас, Пласидо Доминго, Анна Нетребко и многие другие.
Премия «BraVo» является одной из немногих российских музыкальных премий, о которых написали в своих публикациях мировая информационная служба CNN, официальный сайт UNESCO, интернет-издания стран Европы, Азии и Ближнего Востока.
Ежегодно десятки российских и зарубежных СМИ аккредитуются на торжественные церемонии вручения Премии «BraVo». Среди информационных партнеров Премии — российское информационное агентство ТАСС, МИА «Россия Сегодня», новостное агентство Sputnik, крупнейшая радиосеть в мире — Русское Радио, а также радио Monte Carlo и ведущие печатные журналы — «Cosmopolitan» и «OK!».

## Отбор победителей
Профессиональное жюри премии BraVo оценивает популярность и общественный резонанс музыкальных выступлений — по упоминаниям в СМИ, тиражу дисков и трансляций, количеству просмотров на видеохостинге YouTube, количеству проданных билетов на концерты и другим численными показателям.
Претенденты номинируются экспертами — программными директорами и музыкальными редакторами радиостанций и телепередач, издателями музыкальных произведений, ведущими рейтинговых передач, которые удалённо и открыто заполняют форму строгой отчётности.

## Участники и лауреаты
Участниками и лауреатами церемонии вручения Премии «BraVo» в области классического искусства в разные годы были: Хосе Каррерас, Пласидо Доминго, Анна Нетребко, Денис Мацуев, Владимир Спиваков, Аида Гарифуллина, Юрий Григорович, Юсиф Эйвазов, Ильдар Абдразаков, Витторио Григоло, Анджела Георгиу, Алессандро Сафина, Сергей Полунин, Иван Бессонов, Богдан Волков, Диана Вишнева, Эрвин Шротт и самые известные, а также талантливые молодые классические исполнители из России, Японии, Китая, Республики Корея, Монголии и стран СНГ: Суми Чо (Sumi Jo — Республика Корея), Сейичи Фурукава (Seiichi Furukawa — Япония), Лианг Ли (Liang Li — Китай), Энхбатын Амартувшин (Enkhbatyn Amartüvshin — Монголия), знаменитый китайский бас Хао Чжан Тян (Hao Jiang Tian), композитор, мульти-инструменталист и вокалистка Ду Юн (Du Yun), контратенор Дэвид ДиКью Ли (David DQ Lee), заслуженный японский дирижер Митиёси Иноуэ, звёзды Большого театра Венера Гимадиева, Альбина Шагимуратова и Владислав Сулимский, ведущие оперные певицы из Казахстана Салтанат Ахметова и Майра Мухамедкызы, пианист Даниил Трифонов, театральный режиссер Дмитрий Черняков, выдающиеся российские артисты оперы и балета Светлана Захарова, Ильдар Абдразаков, Хибла Герзмава, юные пианисты Иван Бессонов, Кирилл Рихтер и Шио Окуи (Япония).
Церемонии вручения Премии «BraVo» в области популярной музыки собрали на одной сцене самых популярных российских и зарубежных артистов — Род Стюарт, ZAZ, Seal, Эрос Рамаззотти, Натали Имбрулья, Баста Раймс, Anastacia, Крис де Бург, Леона Льюис, группы «Duran Duran», «Europe» и наиболее популярные артисты из стран Европы и Азии: BTS (Республика Корея), Шахзода (Узбекистан), Хуссейн Аль-Джасми (ОАЭ), Данелия Тулешова (Казахстан),  Babylon (Республика Корея), Kamen Joshi (Япония), Sandhy Sondoro (Индонезия), Sophia Huang (Китай) и многие другие.
Почетными гостями Премии «BraVo» были такие мировые звёзды, как Ричард Гир, Софи Лорен, Хелен Миррен, Джон Траволта, Энди Гарсия, Николь Шерзингер, Настасья Кински, Дольф Лундгрен и другие.

## Победители конкурса
На премии BraVo представлено 24 базовых номинации — 12 в области популярной музыки, 12 в области классического искусства, а также до шести специальных номинаций. Предполагается, что номинации будут являться непостоянными и не будут вручаться, если в текущем году не обнаружено подходящих претендентов или событий — например, основных классических номинаций на первом вручении премии в 2018 году было присуждено 10 вместо 12.

### Премия Bravo 2018

#### Популярная музыка
Номинации в популярной музыке и победители в 2018 году:
- «Певец года» — Сергей Лазарев
- «Певица года» — Loboda
- «Композитор года» — Константин Меладзе
- «Группа года» — группировка Ленинград
- «Музыкальное видео года» — «Между нами любовь», группа SEREBRO
- «Поэт-песенник года» — Михаил Гуцериев
- «Дуэт года» — Максим Фадеев и Григорий Лепс «Орлы и вороны»
- «Песня года» — «По волнам», Burito
- «Открытие года» — Элджей & Feduk «Розовое вино»
- «Саундтрек года» — «Ванюша» (к/ф «Последний богатырь»), Моя Мишель и Uma2rmaH
- «Альбом года» — H2Lo LOBODA
- «За вклад в мировую музыкальную культуру» — Род Стюарт

Специальные номинации за 2018 год:
- «За вклад в российскую музыкальную культуру» — Юрий Антонов
- «Взгляд в будущее» — Данэлия Тулешова
- «Шоу года» — Ани Лорак

#### Классическая музыка и искусство
Номинации в классической музыке и победители в 2018 году:
- «Классический альбом года» — Дмитрий Хворостовский. «Риголетто» (Дж. Верди)
- «Концертная/театральная площадка» — Приморская сцена Мариинского театра, город Владивосток
- «Открытие года» — Конкурс «Синяя птица»
- «Лучшая классическая композиция в современном исполнении» — диск «Chopin Evocations», пианист Даниил Трифонов
- «Балет года» — AMORE, Светлана Захарова
- «Лучший классический мужской вокал» — Ильдар Абдразаков
- «Лучший классический женский вокал» — Хибла Герзмава
- «Оркестр года» — Music Aeterna, художественный руководитель и дирижёр — Теодор Курентзис
- «Дирижер года» — Теодор Курентзис
- «Опера года» — «Снегурочка» и «Кармен», режиссёр Дмитрий Черняков

Специальные номинации за 2018 год:
- «Мировая звезда» — Анна Нетребко
- «За поддержку классического искусства» — ПАО «Северсталь»
- «Взгляд в будущее» — Дали Гуцериева

Номинации в классической музыке и победители в 2019 году:
- «Классический альбом года» — Даниил Трифонов. «Destination Rachmaninov. Departure»
- «Открытие года» — Иван Бессонов
- «Балет года» — «Нуреев», Большой театр
- «Лучший классический мужской вокал» — Хао Чжан Тян
- «Лучший классический женский вокал» — Венера Гимадиева
- «Оркестр года» — Государственный академический симфонический оркестр России имени Е. Ф. Светланова
- «Дирижер года» — Митиёси Иноуэ
- «Опера года» — «Триумф Времени и Бесчувствия» Московского академического музыкального театра им. Станиславского и Немировича-Данченко

Специальные номинации за 2019 год:
- «Мировая звезда» — Анжела Георгиу
- «За вклад в мировую музыкальную культуру» — Монсеррат Кабалье

### Премия Bravo 2019
Популярная музыка:
- «Певец года» — Филипп Киркоров
- «Певица года» — Полина Гагарина
- «Композитор года» — Максим Фадеев
- «Группа года» — «BTS» (Республика Корея)
- «Музыкальное видео года» — «Skibidi» Little Big
- «Поэт-песенник года» — Денис Ковальский
- «Дуэт года» — Аида Гарифуллина и Робби Вильямс «Angels»
- «Песня года» — «SuperStar» Loboda
- «Открытие года» — Zivert
- «Песня к кинофильму» («Саундтрек года») — «Одиночество», группа «Земляне»
- (саундтрек к фильму «Пилигрим»)
- «Альбом года» — «E.G.O.» Jah Khalib
- «За вклад в мировую музыкальную культуру» — Шарль Азнавур
- Специальная номинация «Народное признание» — Григорий Лепс

Классическое искусство
- «Классический альбом года» — Даниил Трифонов «Destination Rachmaninov: Departure»
- «Лучшая классическая композиция в современном исполнении» — «Вероника», Ду Юн (Китай)
- «Опера года» — «Триумф Времени и Бесчувствия», Московский академический Музыкальный театр им. К. С. Станиславского и Вл. И. Немировича-Данченко
- «Балет года» — «Нуреев», Государственный академический Большой театр России
- «Лучший классический женский вокал» — Венера Гимадиева
- «Лучший классический мужской вокал» — Хао Чжан Тян (Китай)
- «Оркестр года» — Государственный Академический симфонический оркестр России имени Е. Ф. Светланова
- «Концертная/театральная площадка года» — Московский концертный зал «Зарядье» / Государственный театр оперы и балета «Астана Опера»
- «Дирижер года» — Митиёси Иноуэ (Япония)
- «Открытие года» — Иван Бессонов
- «Мировая звезда» — Анджела Георгиу
- «За поддержку классического искусства» — Благотворительный фонд «Искусство, наука и спорт», основатель — Алишер Усманов

### Премия Bravo 2021

#### Популярная музыка
Лауреатами Третьей церемонии вручения Международной профессиональной музыкальной премии «BraVo» в области популярной музыки стали:
- Номинация «Поэт-песенник года»: Ирина Дубцова
- Номинация «Певец года»: Дима Билан
- Номинация «Певица года»: Zivert
- Номинация «Композитор года» и «Саундтрек года»: Ханс Циммер
- Номинация «Группа Года»: Little Big
- Номинация «Музыкальное видео года» — «Зацепила» (Артур Пирожков)
- Номинация «Дуэт Года»: Николай Басков и Даня Милохин
- Номинация «Песня года»: Джонни «Комета»
- Номинация «Открытие года»: DaBro
- Номинация «Альбом Года»: Artik & Asti «7».

На сцену также вышли исполнители, подарившие зрителям свои яркие выступления — специальный гость вечера Григорий Лепс, певица Слава и лауреат классической Премии «BraVo» 2021 в номинации «Открытие года» солистка молодёжной программы Большого театра Мария Баракова. Среди звёздных гостей гала-ужина: Елена Север, Валерия и Иосиф Пригожин, ВладиМир, ЮрКисс, лауреат классической премии «BraVo» 2021 Богдан Волков, оперный певец Эрвин Шротт и другие.

#### Классическая музыка и искусство
Лауреаты Третьей церемонии вручения Международной профессиональной музыкальной премии «BraVo» в области классического искусства:
- Номинация «Открытие года»: солистка молодежной труппы Большого театра Мария Баракова
- Номинация «Лучший классический мужской вокал»: тенор Богдан Волков
- Номинация «Лучший классический женский вокал»: сопрано Альбина Шагимуратова
- Номинация «За поддержку классического искусства»: Благотворительный фонд поддержки музыкального искусства «Фонд Елены Образцовой»
- Номинация «Оркестр года»: World Orchestra for Peace
- Номинация «Балет года»: «Дон Кихот», Музыкальный театр им. Станиславского и Немировича-Данченко
- Номинация «Опера года»: опера-былина «Садко» Большой театр
- Номинация «Классическая композиция в современном исполнении»: пианист Кирилл Рихтер
- Номинация «Дирижер года»: Василий Петренко
- Номинация «Мировая звезда»: Пласидо Доминго
- Специальная номинация Оргкомитета «Дуэт года»: Анггун и Лучано Паваротти (виртуальный дуэт)
- Номинация «Концертная/театральная площадка года»: Национальный центр исполнительских искусств, Пекин, КНР
- Номинация «Альбом года»: неоклассический альбом года пианиста Yiruma «Room With A View», Южная Корея
- Номинация «Самый популярный классический исполнитель из страны-партнёра»: пианистка Шио Окуи, Япония
- Номинация «Самый популярный классический исполнитель из страны-партнёра»: сопрано Майра Мухаммедкызы, Казахстан

## Спонсоры и партнёры
Спонсором Премии BraVo в 2017—2019 годах была российская компания ПАО "НК «Роснефть».
В 2018 году Платиновым партнером Премии BraVo выступил Департамент культуры и туризма Абу-Даби.